# ألبارو ريكو
ألبارو ريكو (بالإسبانية: Álvaro Rico) ممثل إسباني ولدُ في طليطلة، إسبانيا في عام 13 أغسطس 1996، يُعرف بدوره بولو في مسلسل النخبة من أنتاج نتفليكس.

## حياته المهنية
في عام 2011 بدأ حياته المهنية كممثل مسرحي، وكان ظهوره التلفزيوني لأول مرة في عام 2017 في حلقة من مسلسل «المركز الطبي». أيضا في عام 2017 لعب دور نيكولاس في مسلسل فيليت.
في نهاية عام 2017، تم الإعلان عن أنه سيكون أحد أبطال مسلسل النخبة الإسباني حيث يشارك معه الممثلين ميغيل هيران وإستر إكسبوزيتو.
كما شارك في مسلسل السيد عام 2020.

## روابط خارجية
- ألفارو ريكو على موقع IMDb (الإنجليزية)
- ألفارو ريكو على موقع روتن توميتوز (الإنجليزية)
- ألفارو ريكو على موقع ألو سيني (الفرنسية)
- ألفارو ريكو على موقع قاعدة بيانات الفيلم (الإنجليزية)